# Малфа
Ма́лфа — село в Выгоничском районе Брянской области, в составе Орменского сельского поселения. Расположено в 20 км к западу от пгт Выгоничи, в 12 км к югу от села Жирятино. Население — 201 человек (2010).
Имеется отделение связи, сельская библиотека.

## История
Основано в 1730-х гг. как слобода на землях Московского Вознесенского монастыря для их защиты от посягательств соседских помещиков; заселена крестьянами из Московского и Мосальского уездов. Входила в приход села Красного; с 1863 года — село с храмом Архангела Михаила (не сохранился).
Первоначально относилось к Брянскому уезду; с последней четверти XVIII века до 1924 года в Трубчевском уезде (с 1861 — в составе Красносельской волости, с 1910 — центр Малфинской волости). В 1881 году была открыта земская школа.
В 1924—1929 в Жирятинской волости Бежицкого уезда (крупнейшее село волости — более 1,4 тыс. жителей); с 1929 в Выгоничском районе, а в период его временного расформирования (1932—1939, 1963—1977) — в Почепском районе.
До 2005 года являлось центром Малфинского сельсовета.